# Oscuridad

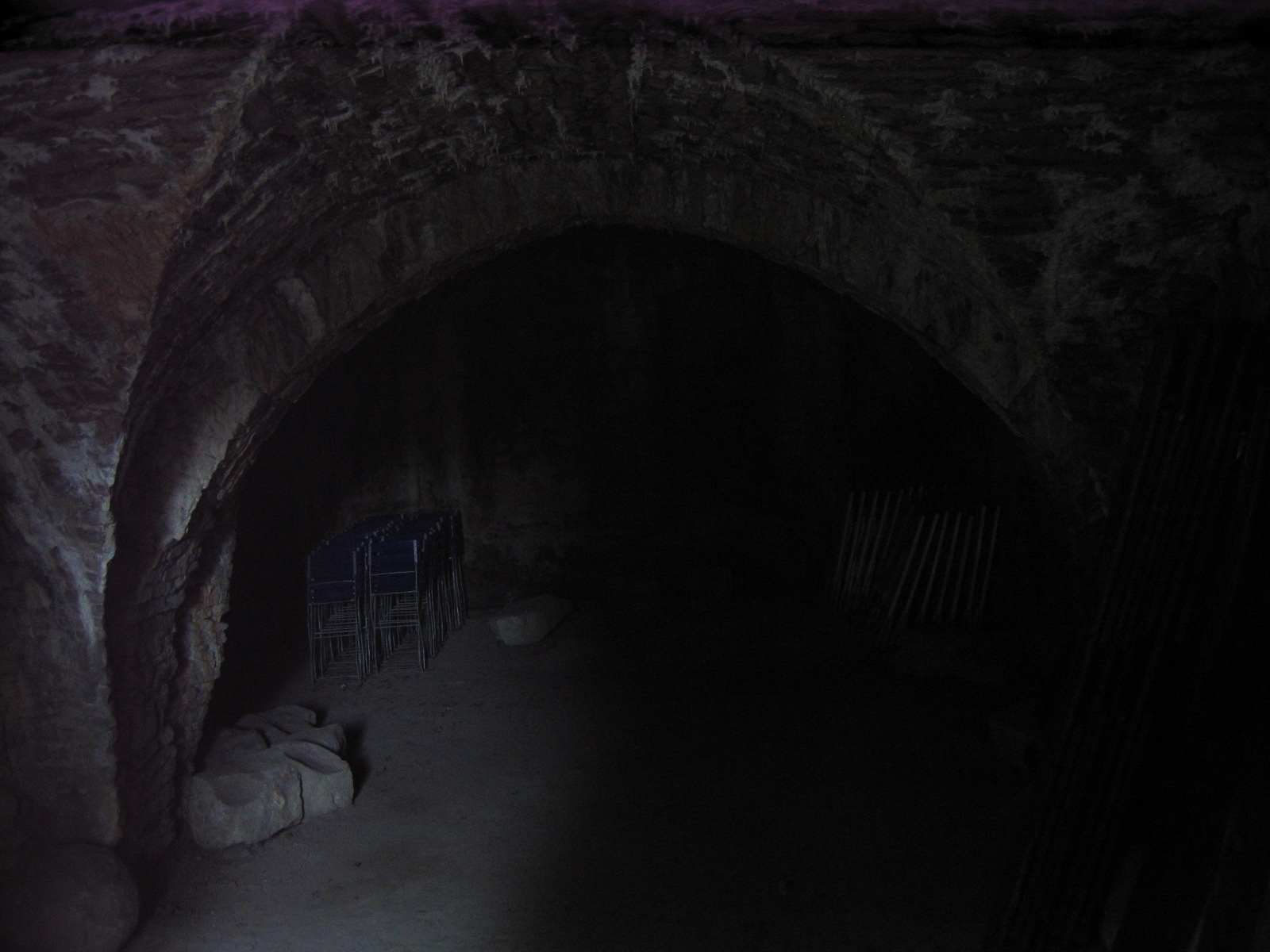
Oscuridad en el interior del castillo de Vlotho (Alemania).

La oscuridad, obscuridad, oscurana, lobreguez o tiniebla es la ausencia de luz visible.
Aunque la oscuridad entendida como ausencia de luz percibida o visible para los seres humanos es relativamente fácil de alcanzar, la oscuridad pura o total desde un punto de vista científico, no existe, porque la definición científica de luz incluye no solo la luz del espectro visible, sino todo el espectro electromagnético, y una cierta cantidad de radiación existe en cada lugar del universo, aunque sea imperceptible al ojo humano.
Así pues, la oscuridad total es solo teóricamente posible en condiciones de cero absoluto, o en las proximidades de un agujero negro.
La respuesta emocional a la falta de luz ha inspirado diversas metáforas en literatura, en simbolismo y en las artes.
Anteriormente en la historia, fue vista en ocasiones como sustancia por derecho propio, y aparece en esta forma en un poco de literatura de fantasía. Otro nombre para la oscuridad en este contexto es sombra. En el contexto de la razón, como confusión de las ideas, tenemos la ofuscación.

## En las ciencias
La definición científica de luz incluye todo el espectro electromagnético, no solo la luz visible, y todos los objetos irradian calor o radiación en forma de luz infrarroja y/o rayos gamma, luz de muy alta frecuencia, que puede penetrar incluso los materiales más densos, así que es físicamente imposible crear oscuridad total.
Así pues, oscuridad, en ciencia, es alcanzar un nivel relativamente bajo de luz. Un objeto oscuro refleja menos fotones visibles que otros objetos y, por lo tanto, luce opaco en comparación. Por ejemplo, la pintura negra mate no refleja luz visible y se ve oscura, en cambio la pintura blanca refleja toda la luz visible y por lo tanto luce brillante. Para más información, véase color.
Sin embargo, la luz no puede ser simplemente absorbida sin límite. La «energía», como la luz visible, no se crea ni se destruye. Solamente puede ser transformada de un tipo de energía a otro. La mayoría de los objetos que absorben luz visible, la reemiten en forma de luz infrarroja. Así, aunque un objeto puede aparecer oscuro, es muy probable que sea brillante en una frecuencia que el ojo humano no puede detectar. Para más información, véase cuerpo negro.
Un lugar oscuro tiene, si acaso, pocas fuentes de luz presentes, haciendo que todo sea difícil de ver, como en la noche. La exposición alternada a luz y oscuridad (el día y la noche) ha causado gran variedad de adaptaciones evolutivas a la oscuridad. Cuando un vertebrado -por ejemplo el ser humano- se encuentra en una zona oscura, sus iris se dilatan, permitiendo así que entre mayor cantidad de luz visible en el ojo, mejorando su visión nocturna.

## En la poesía
Como término poético, la oscuridad también puede significar la presencia de sombras, maldad, o depresión.
La oscuridad puede tener un impacto psicológico fuerte. Puede causar depresión en personas que sufren desorden depresivo estacional (o depresión invernal), miedo en personas que padecen nictofobia, confort en ligófilos, o atracción (como en la cultura gótica). Estas emociones se usan para dar fuerza a imágenes literarias.
Los textos religiosos muchas veces usan la oscuridad para dar sentido visual. En la Biblia, la oscuridad fue la penúltima plaga (Éxodo 10:21) y el escenario para «llanto y rechinido de dientes» (Mateo 8:12) Una interpretación del Corán dice que aquellos que transgredan los límites de lo que es correcto, estarán condenados a sufrir «desesperación que quema y oscuridad fría como el hielo». (Nab 78.25) En la mitología griega, tres capas de oscuridad rodean al Tártaro, un lugar para los peores pecadores que está tan dentro del Hades como el cielo dista de la tierra.
El uso de la oscuridad como figura retórica tiene una tradición antigua y persistente. Shakespeare, trabajando durante los siglos XVI y XVII, hizo llamar a un personaje Satanás el «príncipe de la oscuridad» (El rey Lear: III, iv) y le dio a la oscuridad garras para devorar al amor.(Sueño de una noche de Verano: I, i) Chaucer, un escritor inglés del siglo XIV escribió que el trabajo de los caballeros es expulsar las «obras de la oscuridad» Dante describió el infierno como un lugar «manchado de oscuridad pura».
Incluso en inglés antiguo, existían estas palabras para designar a la oscuridad: heolstor, genip, y sceadu. Heolstor también significaba «guarida» y se convirtió más tarde en holster (funda); genip significaba «neblina» y cayó en desuso como muchos otros verbos fuertes; sceadu significaba «sombra» y continuó usándose (shadow). La palabra darkness evolucionó de deorc, que significaba «oscuro».

## En las artes

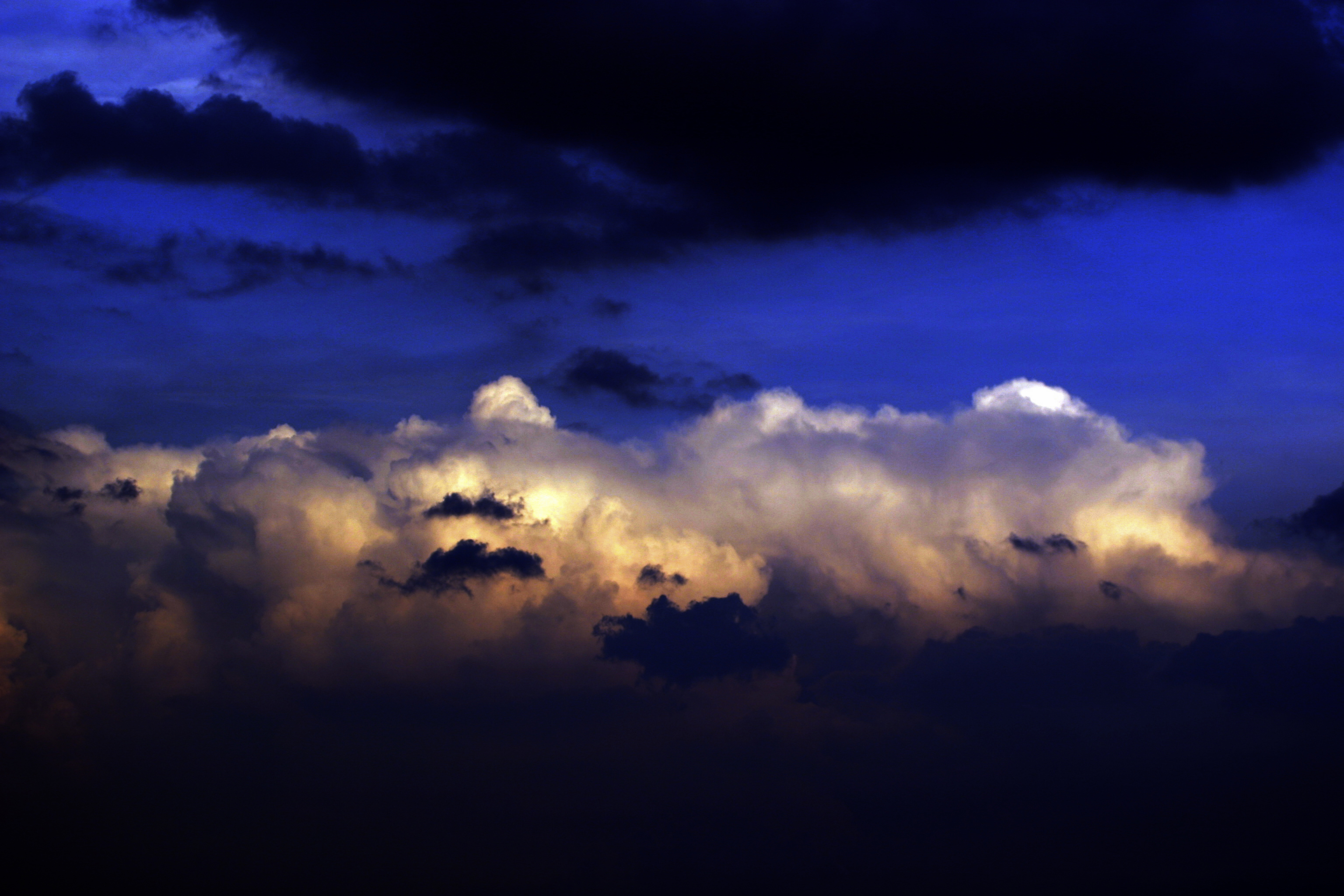
Darkness Over Eden (Oscuridad sobre el Edén) fotografía por Kabir Bakie en el Eden Park, Cincinnati, Ohio, mayo de 2004.

Artísticamente, la oscuridad puede usarse para dar énfasis, o contrastar con la luz. Véase Claroscuro para una discusión más detallada sobre los usos de dichos contrastes en el medio visual.
Se deben mezclar varias pinturas de colores para crear tonos oscuros, porque cada color absorbe ciertas frecuencias de luz. En teoría, mezclar los tres colores primarios, o los tres colores secundarios, absorbería toda la luz visible y crearía un negro perfecto. En la práctica, por supuesto, es difícil prevenir que la mezcla tome tintes cafés.
El color de un píxel, en un monitor de computadora estándar de 24 bits, se define por tres números entre 0 y 255, uno para la cantidad de rojo, otro para la de verde, y uno más para el azul. Como la ausencia de luz crea la oscuridad, los tonos más oscuros están cerca del (0,0,0).
Las plumas de escritura utilizan la oscuridad (por lo general en forma de tinta azul o negra) para crear marcas bien definidas en el papel (que es comúnmente blanco o amarillo). Las letras en un monitor de computadora también suelen ser oscuras, y también se acostumbra usar letras azules o negras sobre un fondo claro. Esta diferencia de niveles de luminosidad es llamada Contraste lo cual hace que las tipografías pequeñas resulten legibles.
En la pintura puede usarse la oscuridad para crear líneas de guía y vacíos, entre otras cosas. Estas figuras están diseñadas para atraer la mirada a la pintura. Las sombras añaden perspectiva.

## En la mitología
En la tradición occidental, la oscuridad también se asocia al mal, las entidades malvadas (tales como demonios o Satanás), el infierno o, especialmente en la mitología egipcia, el inframundo. Este concepto se puede considerar que personificó al carácter de la oscuridad reproducido por el agente Tim Curry de la película de la fantasía de 1985 Legend, donde la oscuridad toma la forma de un estereotipo de Satán de 15 pies de alto, termina con la piel enrojecida, los cuernos largos y los enganches hendidos. La oscuridad era también una parte importante de sistemas religiosos gnósticos; fue asociada generalmente al mal. Según los gnósticos, el mundo es el resultado de una guerra entre la oscuridad y la luz.

## En la ficción
En la ficción, la oscuridad puede simbolizar sucesos indeseables en varias formas, a menudo en el contexto del mal según lo mencionado. También se ve el mal en la oscuridad en Thor: The Dark World. El turismo oscuro es el recorrido a los sitios asociados a muerte y al sufrimiento. Debe ser observado que la oscuridad no es siempre malvada.
En la undécima temporada de la serie "Supernatural" de la cadena The CW La Oscuridad es una entidad consciente hermana mayor de Dios y que fue encerrada por este y los cuatro Arcángeles con la marca de Cain como llave y candado, fue liberada por los protagonistas al quitar la marca de Caín a través de un ritual. 